# جابر قاسمعلی
جابر قاسمعلی، (زادهٔ ۷ مرداد ۱۳۴۱) فیلمنامه‌نویس و منتقد فیلم ایرانی است.

## زندگی
جابر قاسمعلی در سال ۱۳۴۱ در چالوس زاده شد. در رشتهٔ ادبیات انگلیسی دانشگاه علامه طباطبایی تحصیل کرد. آغاز فعالیت حرفه‌ای وی در زمینه فیلمنامه‌نویسی از سال ۱۳۶۸ آغاز شد. از او نوشته‌های پراکنده‌ای در زمینه نقد فیلم و تحلیل فیلمنامه در نشریات و ماهنامه‌های مختلف سینمایی از جمله گزارش فیلم، نقد سینما، هفته‌نامهٔ سینما، ماهنامهٔ فیلم‌نگار منتشر شده‌است. دبیر بخش سینمای ایران ماهنامهٔ فیلم‌نگار از سال ۱۳۸۰ تا ۱۳۸۲، عضو شورای مرکزی کانون فیلمنامه‌نویسان سینمای ایران از سال ۱۳۸۰ تاکنون، مدیر اجرایی بانک فیلمنامه ایران، عضو آکادمی داوری خانه سینما، مدرس فیلمنامه‌نویسی در دانشگاه سوره و فرهنگسراها از دیگر فعالیت‌های اوست. وی فیلمنامه‌نویسی در سینما را به صورت حرفه‌ای از سال ۱۳۷۰ با نوشتن فیلمنامهٔ جای امن به کارگردانی مجتبی راعی آغاز کرد. فیلمنامه سریال «صد سال تنهایی» از تازه ترین نوشته های اوست.

## فعالیت‌ها

### فیلمنامه‌نویسی

#### سینمایی
- بالاچ (۱۴۰۳)
- زعفرانیه ۱۴ تیر (۱۳۹۷)
- تلفن همراه رئیس‌جمهور (۱۳۹۰)
- ساعت شلوغی (۱۳۹۰)
- موش (طرح اولیه) (۱۳۸۷)
- روانی (۱۳۷۶)
- بالاتر از خطر (۱۳۷۵)
- جای امن (۱۳۷۲)

#### فیلم نیمهٔ بلند
- ۱۳۸۶ - جایزه (نمره بیست)، (اسماعیل میهن دوست)

#### مجموعهٔ تلویزیونی
- ۱۳۷۹ - جاده‌های سبز شمالی (عباس رافعی)
- ۱۳۸۰ - جوان امروز (یوسف سیدمهدوی)
- ۱۳۸۱ - باران عشق (احمد امینی)
- ۱۳۸۳ - بیگانه‌ای میان ما (احمد امینی)
- ۱۳۸۳ - اگه بابام زنده بود (همایون اسعدیان)
- ۱۳۸۴ - طلسم شدگان (داریوش فرهنگ)
- ۱۳۸۵ - راه شب (داریوش فرهنگ)
- ۱۳۸۵ - نرگس (سیروس مقدم)
- ۱۳۹۸ - وارش
- 1390 - مرد نقره ای (کاظم معصومی)

#### تله فیلم
- ۱۳۷۹ - رنگ زیتون کال (امیر حسین حجت)
- ۱۳۸۰ - ستاره خاموش (محسن شاه‌محمدی)
- ۱۳۸۵ - تصادف (منوچهر هادی)
- ۱۳۸۵ - حلقه (کاظم معصومی)
- ۱۳۸۵ - دایره تلخ (شاهین باباپور)
- ۱۳۸۵ - جنگلبان، بیرون از بهشت(خسرو معصومی)
- ۱۳۸۶ - فرزند افیون (مجید جوانمرد)
- ۱۳۸۶ - فسیل زنده (جواد ارشاد)
- ۱۳۸۶ - مدیوم (علی توکل نیا)

### داوری
- جشنواره فیلم فجر - دوره بیست و نهم (۱۳۸۹)
- جشنواره جشن خانه سینما - دوره ششم (۱۳۸۱) کانون فیلمنامه نویسان - منتخب هیئت داوران
- جشنواره جشن خانه سینما - دوره چهارم (۱۳۷۹) کانون فیلمنامه نویسان
- جشنواره جشن خانه سینما - دوره سوم (۱۳۷۸) کانون فیلمنامه نویسان
- داور بخش فیلمنامه جشن خانه سینما در پنج دوره متناوب
- داور بخش فیلمنامه‌های کوتاه در سومین جشنواره فیلم کوثر (مشهد مقدس)
- داور بخش فیلمنامه و فیلم‌های کوتاه (مستند، داستانی، انیمیشن و …) پنجمین جشنواره فیلم وارش (بابل اسفند ۸۶)

## جشنواره‌ها
- کسب تندیس بهترین فیلمنامه اپیزودیک برای سریال باران عشق از جشنواره عاشورایی سپید سال ۱۳۸۵
- کسب تندیس بهترین فیلمنامه سریال تلویزیونی برای سریال راه شباز جشنواره حافظ (مجله دنیای تصویر) تیر ۱۳۸۶
- کسب تندیس بهترین فیلمنامه برای مجموعه تلویزیونی راه شب از شبکه سوم سیما سال ۱۳۸۷